# Copa do Mundo de Futebol Americano de 2003

## Participantes
- Alemanha
- França
- Japão
- México

## Semi-final
| Data        | Vencedor | Resultado | Perdedor | Estádio | Cidade |
| ----------- | -------- | --------- | -------- | ------- | ------ |
| 10 de julho | Japão    | 23-6      | França   |         |        |
| 10 de julho | México   | 21-17     | Alemanha |         |        |

## 3º lugar
| Data        | Vencedor | Resultado | Perdedor | Estádio | Cidade |
| ----------- | -------- | --------- | -------- | ------- | ------ |
| 24 de julho | Alemanha | 36-7      | França   |         |        |

## Final
| Data        | Vencedor | Resultado | Perdedor | Estádio | Cidade |
| ----------- | -------- | --------- | -------- | ------- | ------ |
| 24 de julho | Japão    | 34-14     | México   |         |        |